# Rheinbach
Rheinbach er en by i Tyskland i delstaten Nordrhein-Westfalen med cirka 27.000 indbyggere. Den ligger i kreisen Rhein-Sieg-Kreis, cirka 15 km sydøst for Bonn.